# غرق المهاجرين الأفغان في هريرود

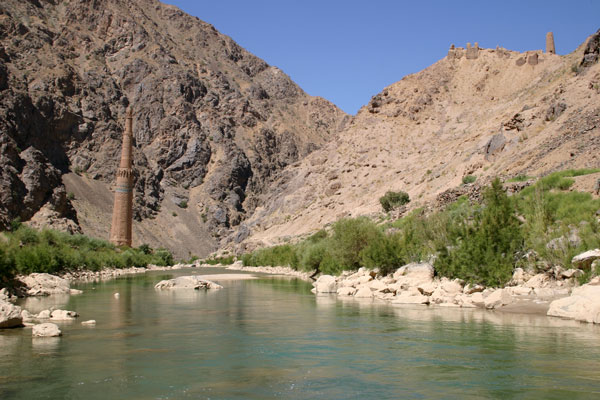
نهر هریرود على الحدود الإيرانية الأفغانية

غرق المهاجرين الأفغان في هريرود (بالفارسية: غرق‌شدن مهاجران اهل أفغانستان در هریرود) أو حادثة وادي ذو الفقار تشير إلى قضية غرق المهاجرين الأفغان خلال محاولتهم العبور إلى إيران في‌ أول مايو - نيسان 2020/ 9 رمضان 1441 ويعتقد أنهم تعرّضوا للضرب والتعذيب وعثر على جثثهم في نهر هري رود بعدما أجبرهم بالسلاح حرس الحدود الإيراني على القفز فيه.
بالرغم من أن مثل هذه الحوادث بين المهاجرين الأفغان وحرس الحدود الإيراني ليست نادرة، إلا أن هذا الحادث كان حادا بصفة خاصة.وتسببت هذه الحادثة في أزمة دبلوماسية بين الجارتين. ونفت إيران وقوع مثل هذا الحادث على أراضيها. وتشكلت اللجنة الأفغانية المكونة من 16 عضوًا بتكليف من الرئيس أشرف غني للتحقيق في الحادث.

## شرح الحادث
أراد ما يتراوح بين 50 و70 مهاجراً أفغانيا دخول إيران عن طريق عبور نهر هريرود، المُجَاوِر لمحافظة هراة مع إيران، يوم 1 مايو 2010 للحصول على العمل. وبحسب بعض المسؤولين الأفغان والناجين من الحادث، فإن حراس الحدود الإيرانيين احتجزوهم. وبعد تعريضهم للضرب والتعذيب، ألقوهم في نهر هريرود.
أصدرت وزارة الخارجية الأفغانية بيانًا قالت فيه إنه تم فتح تحقيق في الأمر وأن التقييمات الأولية أشارت إلى أنه على الأقل تعرض 70 أفغانيا كانوا يحاولون دخول إيران من محافظة هرات الحدودية للضرب ورميهم في النهر.

## قصة الناجين
- وقال محمد لرويترز ”جنود إيرانيون رمونا جميعا في نهر هريرود بعد تعذيبنا.“[15]
- قال ”شير آقا“، إنه نجا أيضاً من العنف، إن 23 شخصاً على الأقل قتلوا من بين 57 شخصاً ألقاهم جنود إيرانيون في النهر. وأضاف: ”الجنود الإيرانيون حذرونا من أنه إذا لم تقفزوا في النهر سنطلق النار عليكم“.[16]
- وقال «آقا»، «الجنود الإيرانيون حذرونا من أننا إذا لم نقفز في النهر سنطلق النار علينا.»[15]

## الخسائر
- حتى 8 مايو، تم العثور على 18 جثة من الغارقين.[17]
- وطبقاً لـ ”حبيب الله بدرام“، ممثل ولاية هرات في البرلمان الأفغاني، فقد تم انتشال جثث خمسة أشخاص من الغارقين في تركمانستان من الماء.[18] وأضاف: ”من بين 57 عاملاً ألقتهم قوات الأمن الإيرانية في النهر، نجا 12 فقط“. وقال بدرام إن عدد القتلى 45 قتيلًا.[6]
- قد أعلن نعيم نظري، نائب رئيس اللجنة المستقلة لحقوق الإنسان، إن تحقيقاتهم كشفت أن العديد من الأطفال كانوا من بين من تم إلقاءهم في النهر وغرقوا.[19]
- وصرح عبد الغني نوري، حاكم منطقة غلران، لوكالة فرانس برس أنه تم العثور على 18 جثة على طول نهر هریرود مع بعض علامات التعذيب والضرب. وأضاف أن 55 مهاجرا أجبروا على الفرار إلى النهر.[20]

## ردود الفعل
أصدرت اللجنة الأفغانية المستقلة لحقوق الإنسان بيانا أعربت فيه عن أسفها على مثل هذه الحادثة ومعاملتها الوحشية، واصفة إياها بانتهاك واضح لمبادئ وقيم حقوق الإنسان وحقوق المهاجرين واللاجئين والتزام الحكومات بالمعاهدات الدولية.
- قال بدرام، نائب ولاية هرات في البرلمان الأفغاني وعضو فريق البحث المكون من 16 عضوًا عينه الرئيس ”أشرف غني“، إن أولئك الذين يمكنهم السباحة قفزوا إلى نهر هريرود العميق وسريع التدفق، بينما تعرض آخرون للضرب وتم تهديدهم بإطلاق النار عليهم، وأجبروا على القفز أو الدفع.[11]
- 16 مايو: نشر 250 من أكاديميين ونشطاء سياسيين ومدنيين الإيرانيين، بيانًا طالبوا فيه الحكومة الإيرانية بأن تعتذر رسميًا للشعب الأفغاني والحكومة عن مقتل المهاجرين الأفغان على الحدود الإيرانية.[22]
- تجمع يوم الاثنين 11 مايو / أيار مئات الأفغان أمام القنصلية الإيرانية في هرات لإظهار غضبهم من وفاة مواطنيهم الذين غرقهم حرس الحدود الإيراني. وهتف الحشد «الموت لروحاني، الموت لخامنئي».[23][24]
- وأكد الحادث الدكتور عارف جلالي رئيس الفريق الطبي بمستشفى هرات وأعلن عن غرق خمس جثث ونقلها إلى المركز الطبي من الحدود مع إيران بحلول 4 مايو.[25]